# De andras hus
De andras hus (engelska: The Aftermath) är en dramafilm från 2019 baserad på boken med samma namn av Rhidian Brook. Filmen är regisserad av James Kent med manus skrivet av Joe Shrapnel, Anna Waterhouse och Rhidian Brook. Huvudrollerna spelas av Keira Knightley, Alexander Skarsgård och Jason Clarke.

## Handling
Filmen utspelar sig i Hamburg 1946, en stad i ruiner efter andra världskriget, som ockuperas av britter. Brittiska soldater placeras där med sina familjer för att övervaka återuppbyggnaden. Överste Lewis Morgan återförenas med sin fru Rachael och de flyttar in i ett stort hus, som de rekvirerar från den forne ägaren Stefan Lubert.

## Rollista (i urval)
| - Keira Knightley – Rachael Morgan, Lewis fru - Alexander Skarsgård – Stefan Lubert - Jason Clarke – Lewis Morgan, Rachaels man - Fionn O'Shea – Barker - Jack Laskey – Wilkins | - Kate Phillips – Susan - Martin Compston – Burnham - Alexander Scheer – Siegfried Leitmann - Anna Katharina Schimrigk – Heike - Jannik Schümann – Albert |